# Фуджісан-Мару
Фуджісан-Мару (Fujisan Maru) — судно, яке під час Другої світової війни взяло участь у операціях японських збройних сил в Індонезії, на Алеутах, Соломонових островах та Мікронезії.

## Передвоєнна історія
Танкер Фуджісан-Мару спорудили в 1931 році на верфі Harima Shipbuilding and Engineering у Айой на замовлення компанії Iino Shoji.
22 листопада 1941-го судно реквізували для потреб Імперського флоту Японії. З 2 по 24 грудня воно пройшло певну модернізацію на верфі Sanoyasu Dockyard, де, зокрема, отримало дві 120-мм та дві 25-мм зенітні гармати.

## Похід до Індонезії
10—16 лютого 1942-го Фуджісан-Мару здійснив перехід з Йокосуки на Палау (важливий транспортний хаб на заході Каролінських островів). Тут він провів дозаправку трьох підводних човнів, які прямували до Старінг-Бей (біля Кендарі на південно-східному півострові острова Целебес), а 21 лютого сам прибув сюди. Можливо відзначити, що під час завершального етапу кампанії в Нідерландській Ост-Індії в Старінг-Бей базувались великі сили японського флоту — від ударних авіаносців до субмарин, втім, Фуджісан-Мару доволі рано покинув цей регіон та вже 7 березня був у Куре.

## Операція на Алеутських островах
Майже всю весну 1942-го танкер провів у Японії, а 26 травня рушив з Омінато (важлива військово-морська база на півночі Хонсю) для забезпечення японських кораблів під час операції по оволодінню рядом Алеутських островів (відбувалась за єдиним планом із операцією проти атола Мідвей). 30 травня Фуджісан-Мару провів дозаправку, а 1 червня прибув разом з силами вторгнення на Парамушир (Курильські острови), звідки японське з'єднання рушило далі тієї ж доби, щоб 7 червня захопити острови Атту та Киска. До середини липня 1942-го танкер перебував в районі Алеутів, кілька раз заходив на Атту, а 3 липня на острові Агатту потрапив під атаку американських бомбардувальників. Втім, танкер зазнав лише незначних пошкоджень.
13 липня 1942-го Фуджісан-Мару повернувся до Омінато, а в другій половині місяця здійснив рейс до острова Шумшу (Курильський архіпелаг) та назад.
З 7 по 13 серпня 1942-го Фуджісан-Мару залучали для буксирування есмінців «Касумі» та «Сірануі», які ще на початку липня були важко пошкоджені під час атаки підводного човна біля Киски та у підсумку приведені для ремонту на Японські острови.

## Операції на Соломонових островах
25 серпня 1942-го танкер рушив з Омінато на Соломонові острови, де вже кілька тижнів тривала битва за острів Гуадалканал. У вересні Фуджісан-Мару виконував завдання як на якірній стоянці Шортленд (прикритій групою невеликих островів Шортленд акваторії біля південного завершення острова Бугенвіль, де зазвичай відстоювались бойові кораблі та перевалювались вантажі для подальшої відправки далі на схід Соломонових островів), так і в Рабаулі (головна передова база в архіпелазі Бісмарка, з якої здійснювались операції на Соломонових островах та сході Нової Гвінеї). Відомо, що на Шортленді він потрапив під авіаційний наліт та зазнав певних пошкоджень. Наприкінці вересня 1942-го Фуджісан-Мару вийшов з Рабаулу та 6 жовтня досягнув Куре.
23 листопада — 2 грудня 1942-го танкер пройшов з Куре до атола Трук у центральній частині Каролінських островів (тут ще до війни створили потужну базу японського ВМФ, з якої до лютого 1944-го провадились операції у цілому ряді архіпелагів), а не пізніше 10 грудня був на Шортленді. Цього дня під час авіаційного нальоту Фуджісан-Мару був уражений та загорівся, загинуло 30 членів екіпажу. Мінний загороджувач «Цугару» став побіч з танкером та допоміг приборкати вогонь. У підсумку після аварійного ремонту 22 грудня Фуджісан-Мару передав нафту на інший танкер та відбув до Рабаулу, де до відновлення долучилось ремонтне судно Ямабуко-Мару. 16 січня 1943-го танкер зміг дійти до Японії, де до 28 березня проводив основний ремонт у Йокогамі.
Упродовж кількох наступних місяців Фуджісан-Мару здійснював рейси поза межами активних бойових дій, під час яких відвідав (деякі не по одному разу) Йокосуку, Йоккаічі, Мако (важлива база на Пескадорських островах у південній частині Тайванської протоки), Палембанг (центр нафтовидобутку на сході острова Суматра), Сінгапур, Балікпапан та Таракан (також центри нафтовидобутку, але на східному узбережжі острова Борнео), Манілу, Такао (наразі Гаосюн на Тайвані).

## Рейси до Мікронезії
14 липня 1943-го Фуджісан-Мару знову прибув на Трук, де, щонайменше, провів бункерування кількох легких крейсерів. 23—27 липня танкер пройшов разом з конвоєм № 7233 на Палау.
У середині серпня 1943-го Фуджісан-Мару перебував у Манілі, звідки 24—27 серпня у складі конвою перейшов на Палау, а 29 серпня — 1 вересня пройшов з конвоєм № 8283 на Трук, де бункерував два важкі крейсери.
У вересні 1943-го танкер взяв участь у операції з підсилення гарнізонів східної Мікронезії, під час якої, зокрема, здійснював бункерування двох легких крейсерів. 3—7 вересня танкер перейшов на атол Кваджелейн (Маршаллові острови), а 25 вересня вийшов звідси у зворотний рейс, під час якого спершу відвідав атол Джалуїт (так само Маршаллові острови) і повернувся на Трук 3 жовтня.

## Походи до Нідерландської Ост-Індії
Починаючи з жовтня 1943-го Фуджісан-Мару залучили для доставки в Мікронезію палива з нафтовидобувних регіонів. 13 жовтня танкер вийшов з Труку, 29 числа прибув у Палембанг, а 18 листопада знову був на Труці. В наступні кілька тижнів Фуджісан-Мару також відвідав Кваджелейн та Понапе (острів на сході Каролінських островів).
7 грудня 1943-го танкер почав другий рейс у Індонезію. На першому етапі Фуджісан-Мару прямував в конвої № 7072 до Палау, куди прибув 11 числа. 13 грудня він вийшов звідси до разом з конвоєм № 2515 і 19 числа досягнув Таракану. В найближчі кілька діб Фуджісан-Мару перейшов у Балікпапан, а 29 числа рушив до Мікронезії з конвоєм, який 4 січня 1944-го прибув на Палау, а 5—10 січня здійснив перехід на Трук.
19—27 січня 1944-го Фуджісан-Мару у складі конвою пройшов до Таракану (ще один центр нафтовидобувної промисловості на сході Борнео), наприкінці місяця перейшов до Балікпапану, а 3 лютого вчергове рушив з конвоєм на Трук, якого дістався 14 числа.
17 лютого 1944-го по Труку завдало потужного удару американське авіаносне угруповання (операція «Хейлстоун»), яке змогло знищити у цьому рейді кілька бойових кораблів та близько трьох десятків інших суден. «Фуджісан-Мару» намагалось полишити лагуну атола через північний прохід і в цей момент був атакований літаками з авіаносця USS Bunker Hill. Танкер уразили 454-кг бомбою, що призвело до сильної пожежі. «Фуджісан-Мару» повернувся до лагуни, де на світанку 18 лютого на нього скинули три бомби пілоти з авіаносця USS Enterprise. Дві з них завершились близькими розривами, а ще одна поцілила кормове сховище глибинних бомб. Машинне відділення було сильно пошкоджене і танкер зупинився, а за годину до опівдня віддали наказ полишити його. «Фуджісан-Мару» затонув, загинуло 5 осіб, що перебували на борту. Рештки судна лежать на глибині від 37 до 61 метра.